# Jacek Mercik
Jacek Wiesław Mercik (ur. 1951) – polski inżynier podstawowych problemów techniki w zakresie matematyki. Absolwent Politechniki Wrocławskiej. Od 2001 profesor na Wydziale Informatyki i Zarządzania Politechniki Wrocławskiej. W 2021 wybrany rektorem Wyższej Szkoły Bankowej we Wrocławiu